# Kōji Tamaki
Pour les articles homonymes, voir Tamaki (homonymie).
 (octobre 2021).
La mise en forme du texte ne suit pas les recommandations de Wikipédia : il faut le « wikifier ».
Les points d'amélioration suivants sont les cas les plus fréquents. Le détail des points à revoir est peut-être précisé sur la page de discussion.
- Les titres sont pré-formatés par le logiciel. Ils ne sont ni en capitales, ni en gras.
- Le texte ne doit pas être écrit en capitales (les noms de famille non plus), ni en gras, ni en italique, ni en « petit »…
- Le gras n'est utilisé que pour surligner le titre de l'article dans l'introduction, une seule fois.
- L'italique est rarement utilisé : mots en langue étrangère, titres d'œuvres, noms de bateaux, etc.
- Les citations ne sont pas en italique mais en corps de texte normal. Elles sont entourées par des guillemets français : « et ».
- Les listes à puces sont à éviter, des paragraphes rédigés étant largement préférés. Les tableaux sont à réserver à la présentation de données structurées (résultats, etc.).
- Les appels de note de bas de page (petits chiffres en exposant, introduits par l'outil «  Source ») sont à placer entre la fin de phrase et le point final[comme ça].
- Les liens internes (vers d'autres articles de Wikipédia) sont à choisir avec parcimonie. Créez des liens vers des articles approfondissant le sujet. Les termes génériques sans rapport avec le sujet sont à éviter, ainsi que les répétitions de liens vers un même terme.
- Les liens externes sont à placer uniquement dans une section « Liens externes », à la fin de l'article. Ces liens sont à choisir avec parcimonie suivant les règles définies. Si un lien sert de source à l'article, son insertion dans le texte est à faire par les notes de bas de page.
- La présentation des références doit suivre les conventions bibliographiques. Il est recommandé d'utiliser les modèles {{Ouvrage}}, {{Chapitre}}, {{Article}}, {{Lien web}} et/ou {{Bibliographie}}. Le mode d'édition visuel peut mettre en forme automatiquement les références.
- Insérer une infobox (cadre d'informations à droite) n'est pas obligatoire pour parachever la mise en page.

Pour une aide détaillée, merci de consulter Aide:Wikification.
Si vous pensez que ces points ont été résolus, vous pouvez retirer ce bandeau et améliorer la mise en forme d'un autre article.
Kōji Tamaki (玉置 浩二, Tamaki Kōji), né le 13 septembre 1958, est un musicien auteur-compositeur-interprète et acteur japonais.

## Biographie
Il est extrêmement populaire au Japon en tant que leader et fondateur du groupe Anzen Chitai crée en 1982. Il connait depuis un engouement et un succès populaire. Considéré comme l'un des plus grands chanteurs Japonais, il a été classé en 2014 'meilleur chanteurdu Japon'  par un panel de 200 experts.
En tant que chanteur et auteur-compositeur du groupe Azen Chitai, Tamaki a composé plusieurs hits en collaboration avec Gorō Matsui et Yōsui Inoue, jusqu'à la separation temporaire du groupe en 1993.
Après la pause d'Anzen Chitai (1993–2001, 2004–2009), Tamaki poursuit sa carrière en solitaire et sort son premier single solo "All I Do" en 1987.Tout au long de sa carrière solo, il  produit 23 singles et plus d'une douzaine d'albums studio. Sa chanson "Den-En", sortie en single en 1996, est devenue un énorme succès qui a atteint le numéro deux des charts japonais Oricon et s'est vendue à plus de 900 000 exemplaires.
Tamaki est également connu en tant qu'acteur. Il a joué dans sept longs métrages et de nombreuses séries télévisées. Il a commencé sa carrière d'acteur dans le film "Prussian Blue no Shozo" sortie en 1986.
Il s'est marié trois fois. Sa deuxième épouse était l'actrice Hiroko Yakushimaru (divorcée en 1998), la troisième était le claviériste Satoko Ando (divorcé en 2007) qui avait auparavant travaillé sur ses albums et ses tournées.
Tamaki a également eu une liaison houleuse avec l'actrice Mariko Ishihara entre 1983 et 1986. Mais ce n'est que 20 ans plus tard qu'Ishihara le confirme dans son autobiographie publiée en 2006.
En 2008, Tamaki annonce sa retraite anticipée en raison de problèmes de santé. C'est à cette même période que Ishihara et Tamaki reprennent contact et se fréquentent à nouveau.
Le 25 février 2009, ils déposent une demande de mariage à Tokyo. Cependant, la demande n'est pas acceptée et ils se séparent peu de temps après. 
Finalement Tamaki sort de sa retraite et redonne vie à Anzen Chitai avec le réenregistrement d'un de leur hit "Aoi Bara / Wine Red no Kokoro (version 2010)" le 3 mars 2010.
Sur son album 2012 Offer Music Box, Tamaki a repris la chanson de Yuki Saito "Kanashimi yo Konnichi wa "(dont il est le compositeur), qui a notamment été utilisée comme thème d'ouverture pour la série télévisée animée Maison Ikkoku .

## Discographie

### Singles
- "All I do" (1987) - n ° 10
- "Ki Tsu I" (キ・ツ・イ?)  (1989) - n ° 7
- "Hyouten" (氷点?)  (1989) - n ° 12
- "I'm Dandy" (1989) - N ° 10
- "Ikanaide" (行かないで?)  (1989) - N ° 16
- "Call" (1993) - N ° 22
- "Genki na Machi" (元気な町?)  (1993) - n ° 41
- "Love Song" (1994) - n ° 35
- "Star" (1995) - n ° 90
- "Melody" (1996) - N ° 49
- "Den-En" (田園?)  (1996) - N ° 2
- "M. Lonely" (1997) - n ° 14
- "Rookie" (1998) - n ° 49
- "Happy Birthday" (1998) - n ° 69
- "Nijiiro Datta" (虹色だった?)  (1999) - n ° 26
- "aibo" (2000) - N ° 54
- "Kono Rhyzhm de" (このリズムで?)  (2001) - n ° 96
- "Shiawase no Lamp" (しあわせのランプ?)  (2004) - n ° 83
- "Aisaretai Dakesa" (愛されたいだけさ?)  (2005) - n ° 35
- "Itsumo Dokoka de" (いつもどこかで?)  (2005) - n ° 48
- "Present" (今日というこの日を生きていこう?)  (2005) - n ° 13
- "Lion" (2006) - n ° 60
- "Wakusei" (惑星?)  (2007) - n ° 67

### Albums studio
| An         | Album                                                            | Label                          | Positions dans le Top100JP |
| ---------- | ---------------------------------------------------------------- | ------------------------------ | -------------------------- |
| 1987       | All I Do                                                         | Enregistrements Kitty          | 2                          |
| 1993       | Akogare (あこがれ)                                               | Enregistrements Kitty          | 4                          |
| 1993       | Karinto Kouba no Entotsu no Ue ni (カリント工場の煙突の上に)     | Sony Music Entertainment Japan | 17                         |
| 1994       | Love Song Blue                                                   | Sony Music Entertainment Japan | 18                         |
| 1996       | Cafe Japan                                                       | Sony Music Entertainment Japan | 4                          |
| 1997       | Junk Land                                                        | Sony Music Entertainment Japan | 9                          |
| 1998       | Grand amour                                                      | Sony Music Entertainment Japan | 12                         |
| 1999       | Winered no Kokoro (ワインレッドの心)                             | Funhouse BMG                   | 11                         |
| 2000       | Nisemono                                                         | Funhouse BMG                   | 19                         |
| 2001       | Spade (スペード, Supēdo)                                         | Funhouse BMG                   | 19                         |
| 2005       | Kyou to Iu Kono Hi wo Ikiteikou (今日というこの日を生きていこう) | Sony Music Entertainment Japan | 26                         |
| 2006       | Present                                                          | Sony Music Entertainment Japan | 25                         |
| 2007       | Wakusei (惑星)                                                   | Sony Music Entertainment Japan | 30                         |
| 2014.3.19  | Or                                                               | Sony Music Entertainment Japan | 30                         |
| 19/11/2014 | Great Stars (群像の星)                                           | Musique de Space Shower        | TBA                        |
| 2017       | ALL TIME BEST                                                    | Musique de Space Shower        | TBA                        |
| 2020       | Chocolat Cosmo                                                   | Nippon Columbia Co., Ltd.      | TBA                        |

### Albums enregistré en direct
| An         | Album                                                                                 | Étiqueter                      | Positions dans le Top100JP |
| ---------- | ------------------------------------------------------------------------------------- | ------------------------------ | -------------------------- |
| 1995       | T                                                                                     | Sony Music Entertainment Japan | 18                         |
| 2005       | Live!!; "Kyou to Iu Kono Hi wo Ikiteikou" (LIVE!! 『今日というこの日を生きていこう』) | Sony Music Entertainment Japan | 26                         |
| 2006       | "Hassan Da-!!"; '06 Present Tour Live ('06 PRESENT TOUR LIVE "発散だー！！")          | Sony Music Entertainment Japan | 56                         |
| 2008       | Koji Tamaki '07; "Wakusei" Tour Live (☆惑星☆TOUR LIVE)                                | Sony Music Entertainment Japan | 154                        |
| 19/11/2014 | Live Concert Tour 2015 (故郷楽団Concert Tour 2015)                                    | Musique de Space Shower        | TBA                        |

## Filmographie

### Télévision
- 1995 : La dernière balle : Ichiro Yamamura
- 1996 : Hideyoshi : Ashikaga Yoshiaki
- 1997 : Konna Koi no Hanashi : Konosuke Shimodaira